# Lophodoris danielsseni
Lophodoris danielsseni is een slakkensoort uit de familie van de Goniodorididae. De wetenschappelijke naam van de soort is voor het eerst geldig gepubliceerd in 1876 door Friele & Hansen.